# Candín (cabecera)
Candín es la cabecera de Valle de Ancares, sito en la comarca de El Bierzo y la provincia de León (Castilla y León, España). Es el principal núcleo urbano del municipio, y en la actualidad viven 54 personas según datos del INE 2023.
La economía del pueblo vive principalmente de satisfacer la demanda de servicios básicos como la sanidad y lo relacionado con la administración local. La hostelería ha tomado un papel pujante en los últimos tiempos gracias a los bares del pueblo, así como también gracias los alojamientos rurales, que en los últimos años se han abierto para acoger a los excursionistas y turistas, que toman como punto de partida este pueblo para conocer Ancares. La ganadería —especialmente la vacuna— al igual que en el resto del municipio tiene gran importancia en la economía de esta población.

## Servicios
Al ser la cabecera del municipio, Candín acoge el Ayuntamiento del municipio de Valle de Ancares, el consultorio médico, el centro de ATS, un Telecentro de Internet rural, una farmacia, un estanco, dos bares, un hogar del jubilado, un albergue y una casa rural, además de un complejo de Apartamentos Turísticos de reciente apertura. En el edificio de la casa consistorial, se encuentran el Ayuntamiento, el consultorio médico y el Telecentro de Internet rural. Todo esto convierte a Candín en el centro comercial y de servicios del municipio.

## Patrimonio
El pueblo se divide en dos zonas: la zona baja junto a la carretera conocida como El Barracón, es la zona donde se encuentran todos los servicios comerciales y turísticos del pueblo. La otra zona es la zona alta, donde se encuentran los edificios más históricos del pueblo. Destaca la iglesia dedicada a la Virgen de las Angustias, patrona del pueblo. La Casa consistorial se encuentra justo a medio camino entre los dos barrios. La arquitectura del pueblo es como la de los demás pueblos de Ancares: casas hechas en mampostería y tejados de pizarra. Muchas casas del pueblo han sido reformadas o reconstruidas por sus propietarios, perdiendo de esta forma los rasgos de arquitectura tradicional.
Lo más interesante de su patrimonio se encuentra a las afueras del pueblo. Las fuentes de agua mineral de Fumeixin están cerca del casco urbano, y se llega a ellas por un sendero. El entorno de Riu Seco, un río que en verano permanece seco, también se encuentra en las proximidades del pueblo. También a las afueras del pueblo, se encuentra una zona de patrimonio arqueológico conocido como las explotaciones auríferas romanas de las Murocas. El alto del Mirandelo, que conecta al valle de Ancares con el vecino valle del Burbia, también se sitúa cerca de este pueblo. En las proximidades de las poblaciones vecinas de Pereda de Ancares y Villarbón, se encuentra el Coto de Candín, donde los excursionistas y vecinos suelen ir a pescar.

## Fiestas
El pueblo de Candín celebra varias fiestas religiosas a lo largo del año: La Cruz en junio, San Lorenzo en agosto, San Quintín en octubre, y Santa Bárbara en diciembre.